# Huangsha, Chongqing
Huangsha (kinesiska: 黄沙) är en köping i sydvästra Kina. Den ligger i Dianjiang härad i storstadsområdet Chongqing, omkring 110 kilometer nordost om det centrala stadsdistriktet Yuzhong. Antalet invånare är 14 091. Befolkningen består av 7 139 kvinnor och 6 952 män. Barn under 15 år utgör 24,0 %, vuxna 15-64 år 61 %, och äldre över 65 år 13,0 %.